# Bombardier Itino
Bombardier Itino — багатосекційний дизельпотяг виробництва Bombardier Transportation, спочатку розроблений Adtranz.
Має два або три вагони і здатний розвивати швидкість 140—160 км/год.
Побудовано 40 одиниць і ще 17 замовлено.
Використовується у Німеччині та Швеції.
Виробництво відбувається на заводі у Геннігсдорфі поблизу Берліна.

## Історія
«Itino» був розроблений «Adtranz» і мав на меті доповнити «Regio-Shuttle» як більший і потужніший потяг.
Ще до завершення випуску першого потягу «Adtranz» у 2001 році перейшла у власність «Bombardier Transportation».
Тоді як виробництво «Regio-Shuttle» довелося передати «Stadler Rail» з антимонопольних причин, «Itino» залишився у «Bombardier». Через цю зміну вихідної позиції Itino тепер конкурував як з «Regio Shuttle», так і з власною серією Bombardier Talent.
Через цю особливо несприятливу ситуацію на і без того конкурентному ринку дизельних вагонів для місцевого транспорту на сьогоднішній день було продано лише 57 одиниць (27 потягів у Німеччині, 30 — у Швеції), тоді як конкуруючі моделі випускалися серійно.

## Використання

### Німеччина
У Німеччині має позначення як DB Class 613 і функціонує на Оденвальдбані та Ерфуртербані.
Обидві залізниці замовили 27 складів.

### Швеція
У Швеції агрегат має позначення Y31 та Y32 (потяг має три вагони).
Сімнадцять потягів було поставлено і на початок 2020-х експлуатується компаніями Jönköpings länstrafik, Kalmar länstrafik, Norrtåg, Värmlandstrafik і Västtrafik.
Потяги курсують у районі Йончепінг/Несше/Гальмстад, Фріксдальсбанан, Кіннекуллебанан та між Ликселе — Умео.
Itino замінив вагони SJ Y1.

## Технологія
Потяги мають два дизельні двигуни MAN. Двигуни засновані на двигунах вантажівок, але більших (кожний об'ємом 22 л/циліндр), їх також використовуються для човнів та електричних генераторів.
Вони мають гідравлічну трансмісію та механічні автоматичні коробки передач від ZF Friedrichshafen AG, призначені для вантажівок.
Відмітна конструкція кузова під кутом віконні стійки була раніше представлена ABB/ADtranz на Stadler Regio-Shuttle RS 1.